# Pseudognaphalium bourgovii
Pseudognaphalium bourgovii là một loài thực vật có hoa trong họ Cúc. Loài này được (A.Gray) Anderb. miêu tả khoa học đầu tiên năm 1991.